# فردریک سودرشتروم
فردریک سودرشتروم (انگلیسی: Fredrik Söderström؛ زادهٔ ۳۰ ژانویهٔ ۱۹۷۳) بازیکن فوتبال اهل سوئد است.
از باشگاه‌هایی که در آن بازی کرده‌است می‌توان به باشگاه فوتبال کوردوبا، باشگاه ورزشی براگا، باشگاه فوتبال هامارابی، باشگاه فوتبال پورتو، باشگاه فوتبال ویتوریا گیماریش، و باشگاه فوتبال استاندارد لیژ اشاره کرد.
وی همچنین در تیم ملی فوتبال سوئد بازی کرده‌است.